# Cornelis Hin
Cornelis Nicolaas Hin (ur. 6 października 1869 w Den Helder, zm. 21 października 1944 w Bloemendaal) – holenderski żeglarz, olimpijczyk, zdobywca złotego medalu w regatach na letnich igrzyskach olimpijskich w 1920 roku w Antwerpii.
Na Letnich Igrzyskach Olimpijskich 1920 zdobył złoto w żeglarskiej klasie jole 12-stopowe wraz z synami Fransem i Johanem na jachcie Beatrijs III.